# Dardanus (gènere)
|  | Per a altres significats, vegeu «Dardanus». |

Dardanus és un gènere de crustacis decàpodes de la família Diogenidae.

## Taxonomia
- Dardanus arrosor Herbst, 1796; Xufanc
- Dardanus brachyops Forest, 1962
- Dardanus deformis H. Milne Edwards, 1836
- Dardanus fucosus Biffar & Provenzano, 1972
- Dardanus gemmatus H. Milne Edwards, 1848
- Dardanus guttatus Olivier, 1812
- Dardanus insignis De Saussure, 1858
- Dardanus lagopodes Forskål, 1775
- Dardanus megistos J. F. W. Herbst, 1804
- Dardanus pedunculatus J. F. W. Herbst, 1804
- Dardanus sanguinocarpus Degener, 1925
- Dardanus sulcatus Edmondson, 1925
- Dardanus venosus H. Milne Edwards, 1848